# ジョイス・レッドマン
ジョイス・レッドマン（Joyce Redman, 1915年12月9日 - 2012年5月10日）は、イギリス出身の女優である。

## 人物
イングランド・ノーサンバーランドで生まれ、アイルランド・メイヨー県で育った。イギリス系アイルランド人の家庭に育ち、3人の姉妹と共に、アイルランドでガヴァネスの教育を受けた。その後ロンドンの王立演劇学校で演劇を学んだ。
1963年の映画『トム・ジョーンズの華麗な冒険』、1965年の映画『オセロ』でアカデミー助演女優賞にノミネートされている。また後者ではゴールデン・グローブ賞のノミネートも受けた。
私生活では1949年にニューヨークで、チャールズ・ウィン・ロバーツ（英: Charles Wynne Roberts）と結婚し、3人の子どもを儲けたが、その後未亡人となった。アマンダ・レッドマンは姪に当たる。
レッドマンは2012年5月10日に、肺炎のためケント・クランブルックで亡くなった。

## 出演作品

### 映画
- 第一容疑者6
- アガサ・クリスティ原作/七つの時計
- レ・ミゼラブル
- オセロ
- トム・ジョーンズの華麗な冒険
- わが一機未帰還